# Pachythelia hirtella
Pachythelia hirtella är en fjärilsart som beskrevs av Eduard Friedrich Eversmann 1843. Pachythelia hirtella ingår i släktet Pachythelia och familjen säckspinnare. Inga underarter finns listade i Catalogue of Life.